# Szolem Mandelbrojt

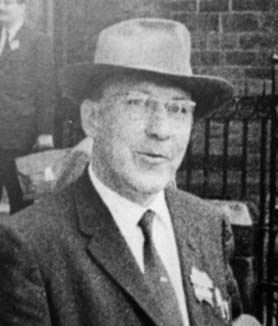
Szolem Mandelbrojt

Szolem Mandelbrojt (* 10. Januar 1899 in Warschau; † 23. September 1983 in Paris) war ein französischer Mathematiker mit jüdisch-polnischen Wurzeln, der sich mit Analysis beschäftigte.

## Leben
Mandelbrojts Vorfahren stammten aus Litauen. Er studierte in Warschau und Charkow, wo er insbesondere von Sergei Bernstein beeinflusst wurde. Er setzte sein Studium in Paris fort (unter anderem bei Édouard Goursat, Henri Lebesgue, Paul Montel, Émile Picard) und wurde 1923 an der Sorbonne bei Jacques Hadamard promoviert. Mit Hadamard veröffentlichte er ein Buch über die Taylorreihe. 1924 bis 1926 war er mit einem Rockefeller-Stipendium in den USA, wo er an der Rice University in Houston 1926 bis 1927 Dozent war. 1928 war er Maître de conférences an der Université Lille Nord de France und 1929 Professor in Clermont-Ferrand, wo er Kollege von René de Possel war. Mit Possel besuchte er jeden zweiten Montag Seminare am Institut Henri Poincaré in Paris. Durch den Kontakt mit alten Studienfreunden ergab es sich, dass beide in den 1930er Jahren frühe Mitglieder von Bourbaki waren. Mandelbrojts Interesse galt aber der klassischen Analysis. Mit Henri Cartan arbeitete er über harmonische Analysis und veröffentlichte 1935 das Buch Séries de Fourier et Classes quasi-analytiques de Fonctions. 1938 wurde er Professor am Collège de France, musste aber Frankreich nach der Besetzung durch deutsche Truppen 1940 verlassen und ging erneut an die Rice University in Houston. Dort veröffentlichte er 1942 Analytic functions and classes of infinitely differentiable functions und 1944 seine Vorlesungen über Dirichletreihen (1969 veröffentlichte er ein weiteres Buch über Dirichletreihen). Auch nach der Rückkehr auf seinen Lehrstuhl am Collège de France blieb er mit Rice verbunden. 1972 ging er in den Ruhestand. Mit Paul Lévy, Maurice Fréchet und Laurent Schwartz gab er in den 1960er Jahren die Werke von Hadamard heraus und schrieb dafür auch mit Levy, Malgrange und Malliavin dessen Biographie.
1950 war er Invited Speaker auf dem Internationalen Mathematikerkongress (ICM) in Cambridge (Massachusetts) (Théorèmes d´unicité de la théorie des fonctions). 1953 war er Präsident der Société Mathématique de France. 1972 wurde er in die Académie des sciences aufgenommen.
Zu seinen Doktoranden zählen Yitzhak Katznelson, Hans Reiter, Paul Malliavin und Jean-Pierre Kahane. Szolem Mandelbrojt war der Onkel des Mathematikers Benoît Mandelbrot.